# Панюков, Владимир Николаевич
Владимир Николаевич Панюков (12 июля 1896 — 15 марта 1938) — военный деятель, участник Первой мировой войны, Гражданской войны. Начальник 21 дивизии войск внутренней службы (ВНУС) Сибири (декабрь 1920 — март 1921), начальник 9 отдела Разведывательного управления РККА (1936—1937). Комбриг (1936). Расстрелян в 1938 году по обвинению в участии в антисоветской террористической организации. В 1956 году посмертно реабилитирован.

## Биография
Комбриг (1936). Коми (зырянин). Член ВКП(б) с мая 1918 г. Родился 12 июля 1896 г. в селе Небдин Усть-Сысольского уезда Вологодской губернии в крестьянской семье. Окончил сельскую школу в 1906 г., Усть-Сысольскую гимназию в 1914 г., один курс Нижегородского (бывшего Варшавского) политехнического института.

### Служба в Русской императорской армии
2 мая 1914 г. с началом Первой мировой войны мобилизован в армию и направлен в 3-ю Петергофскую школу прапорщиков.
В конце 1915 г. по окончании школы прапорщиков направлен для службы в 305-й Лаишевский пехотный полк, в составе которого участвует в боях Первой мировой войны (Юго-Западный фронт) Командовал взводом, ротой, батальоном, состоял полковым адъютантом. Был ранен. Поручик. После революции 1917 г избран членом полкового комитета. В ноябре 1917 г. после демобилизации вернулся в родное село.

### В РККА
В Красной армии по мобилизации с августа 1918 г. Участник Гражданской войны в России. Воевал на Западном и Юго-Западном фронтах. В годы войны занимал должности: командира Никольского запасного батальона (сентябрь 1918 г. — май 1919 г.), командира 1-го запасного стрелкового полка Ярославского военного округа (май — сентябрь 1919 г.), командира запасного полка при управлении формирований 12-й армии (сентябрь — декабрь 1919 г.), командира Гомельской отдельной крепостной бригады (декабрь 1919 г. — январь 1920 г.), командира 3-й бригады 47-й стрелковой дивизии (январь — март 1920 г.), командира 139-й бригады 47-й стрелковой дивизии (март — август 1920 г.), начальника запасных войск Харьковского военного округа (август — ноябрь 1920 г.), командира 1-й Украинской запасной бригады (ноябрь — декабрь 1920 г.). В боях был дважды ранен..

### Карьера в РККА после войны
После Гражданской войны на ответственных должностях в войсках и центральном аппарате РККА. В 1921 г. — начальник 21-й дивизии войск внутренней службы (ВНУС), начальник штаба сводных отрядов Сибири. Участник подавления крестьянских восстаний в Сибири. Из приказа Реввоенсовета СССР № 55 от 10 апреля 1923 г.: 

«Награждается орденом Красного Знамени... Панюков Владимир Николаевич за то, что в бытность начальником штаба сводных отрядов Сибири при подавлении кулацко-эсеровского восстания в боях у с. Матусинского, в ночь на 22 февраля 1921г., приняв личное руководство над коммунистическим отрядом Омской организации и отбив неоднократные атаки повстанцев, перешел с отрядом в решительное наступление и, несмотря на тяжелый удар прикладом винтовки в грудь во время штыковой атаки, продолжал оставаться в строю до тех пор, пока противник не был выбит из заранее подготовленных укрепленных пунктов»— 
. С марта 1921 г. — командир 139-й бригады 47-й стрелковой дивизии. С сентября 1921 г. — начальник штаба, с октября того же года — врид командующего частями особого назначения (ЧОН) Туркестанского фронта. С февраля 1922 г. — начальник штаба ЧОН Петроградского военного округа. С апреля 1924 г. был помощником командира 56-й Московской стрелковой дивизии. С августа того же года — помощник командира 44-й Киевской стрелковой дивизии. С сентября 1924 г. состоял в распоряжении штаба Украинского военного округа. В октябре того же года назначен помощником командира 15-й Сивашской стрелковой дивизии. В 1924-1925 гг. являлся слушателем КУВНАС при Военной академии РККА. С февраля 1925 г. — помощник начальника организационно-мобилизационного отдела штаба Украинского военного округа. Затем исполнял должность помощника командира 7-й стрелковой дивизии. В 1925 г. окончил разведывательные курсы при 4-м (Разведывательном) управлении Штаба РККА. С мая 1925 г. — в распоряжении Главного управления РККА (направлен в Китай в качестве военного советника). Работал в Южнокитайской группе военных советников (в 4-м корпусе) под псевдонимом Комми. Участник Северного похода в качестве военного советника 26-го корпуса. Из характеристики на В. Н. Панюкова, данной начальником Южнокитайской группы военных советников Н. В. Куйбышевым:

 «Советник 4-го корпуса. Хороший, добросовестный работник. Вспыльчив, что мешает установлению соответствующих взаимоотношений с китайцами»— 
. С сентября 1926 г. — в распоряжении Главного управления РККА. С октября того же года был помощником командира 6-й Орловской стрелковой дивизии. С октября 1927 г. — помощник командира 34-й стрелковой дивизии. С июня 1928 г. — в резерве РККА с откомандированием для работы в отдел военизированной охраны (в качестве начальника штаба) промышленных предприятий ВСНХ СССР. С февраля 1932 г. состоял в распоряжении 4-го (Разведывательного) управления Штаба РККА (в 1932-1934 гг. работал за рубежом в качестве военного советника Главного штаба Монгольской народной армии). С июля 1934 г. — помощник начальника отдела внешних сношений Разведывательного управления РККА. Из аттестации на помощника начальника отдела внешних сношений Разведуправления РККА В. Н. Панюкова, подписанной начальником того же отдела А. И. Геккером: 

«Тов. Панюков с 15 июля 1934 года состоит на должности помощника начальника 6-го отдела Разведывательного управления РККА. К своей работе относится добросовестно, работая по заданиям с полным напряжением в любое время суток, как это вызывается специфическими особенностями работы отдела внешних сношений. Во взаимоотношениях с иностранцами выдержан, тактичен. С работой по Монголии вполне справляется. Дисциплинирован. С нагрузкой по партийной линии справляется вполне удовлетворительно. Активный и инициативный работник. Взысканий не имеет. Здоров. Достоин продвижения по службе»— 
. С июля 1935 г. — начальник 6-го отдела, с февраля 1936 г. — 9-го отдела Разведуправления РККА. С мая 1937 г. состоял в распоряжении Управления по начсоставу .

### Арест, расстрел, реабилитация
Арестован 13 августа 1937 г. Военной коллегией Верховного суда СССР 15 марта 1938 г. по обвинению в участии в военном заговоре приговорен к расстрелу. Приговор приведен в исполнение в тот же день.
Определением Военной коллегии от 11 апреля 1956 г. реабилитирован.

## Награды
- Орден Красного Знамени (1923. Знак ордена № 14888)
- орден Монгольской Народной Республики «Полярная Звезда» (1933)

## Воинские чины и звания
- Нижний чин
- Прапорщик
- Подпоручик
- Поручик
- Комбат
- комполка[4]
- Комбриг (26.11.1935 приказ НКО №2484).